# フランク・マコート

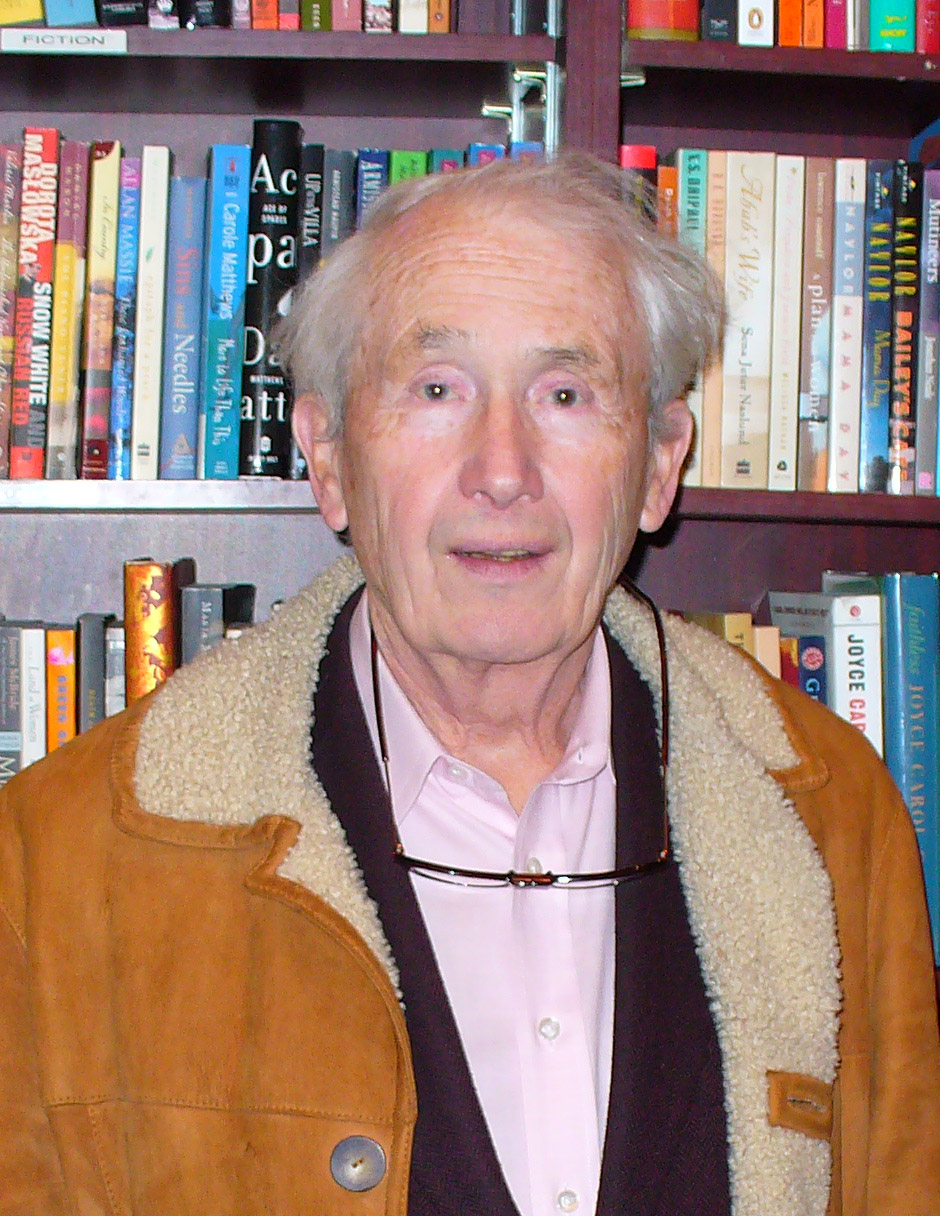
フランク・マコート（2007年）

フランク・マコート（Frank McCourt, 1930年8月19日 - 2009年7月19日）は、アイルランド系アメリカ人の作家である。

## 経歴
ニューヨークに生まれ、アイルランドのリムリックで少年時代を過ごした。父が出奔したため、彼は母と弟妹たちの面倒を見なくてはならなかった。その後アメリカに戻り、ホテルで働き、その後港湾労働者などを経験した後、軍隊に入り3年間南ドイツの米軍基地で働いた。軍隊勤務の間にタイピストとしての訓練を受け、兵役を終えた後は退役軍人支援法を利用してニューヨーク大学で学び、英語の教師となった。
自らの子供時代の記憶を綴った物語『アンジェラの灰』でピューリッツァー賞と全米図書賞を受賞した。この作品はアラン・パーカー監督で映画化された。その後も『アンジェラの灰』の続編『アンジェラの祈り』などの著作を執筆した。ゲイの権利についての擁護者でもあった。
2009年7月19日、転移性黒色腫のためニューヨークで死去。78歳没。
弟のマラキー・マッコートも俳優・著述家として、"A Monk Swimming."という自伝を書いている。甥のコナーは、30 -40年代のリムリックを紹介するビデオを制作した。

## 邦訳作品
- Angela's Ashes（1996年）- 『アンジェラの灰』新潮社 新潮クレスト・ブックス 1998年
- 'Tis : a memoir（1999年）- 『アンジェラの祈り』新潮社　新潮クレスト・ブックス 2003年
- Teacher Man（2005年）- 『教師人生』国書刊行会　2019年